# Trucktrial
Trucktrial is een sport waarbij de deelnemers in vrachtwagens een parcours trachten af te leggen. De sport is vergelijkbaar met motortrial. De snelheid en tijd spelen geen rol, het gaat er alleen om om een parcours af te leggen met zo min mogelijk strafpunten. Alle vrachtwagens moeten zwaarder zijn dan 3,5 ton.

## Het parcours
Het is de bedoeling om tijdens het rijden zo min mogelijk strafpunten te behalen. Het toekennen en de hoeveelheid strafpunten is per wedstrijdorganisatie verschillend. Er worden bijvoorbeeld strafpunten gegeven als poortjes worden overgeslagen, paaltjes omver gereden of als van richting wordt veranderd.
- Het parcours bestaat uit een groot gebied met diverse obstakels.
- Het parcours is voorzien van poortjes die in een bepaalde richting doorgereden dienen te worden.
- Het parcours kan voorzien zijn van al dan niet natuurlijke hindernissen en moeilijk passages.